# Szűcs Gabriella (vízilabdázó)
Szűcs Gabriella (Székesfehérvár, 1988. március 7. –) olimpiai bronzérmes, Európa-bajnok magyar vízilabdázó.
Kilencévesen kezdett vízilabdázni. A Dunaújvárosi VSI, majd a Dunaújvárosi Főiskola játékosaként játszott. 2003-ban az ifjúsági Eb-n szerzett ezüstérmet.2004-ben, a Bariban rendezett junior Európa-bajnokságon ötödik volt. 2005-ben tagja volt a magyar bajnokságban aranyérmes csapatnak. A junior világbajnokságon 11. helyen végzett. 2006-ban a BEK négyes döntőjében harmadik volt. A magyar bajnokságban ezüstérmet szerzett. A junior Eb-n bronzérmet nyert. 2007-ben a csoportkörben esett ki a Dunaújvárosban a BEK-ből. A magyar bajnokságban ismét második volt. Ebben az évben a junior világbajnokságon volt harmadik. 2008-ban a BEK-ből a negyeddöntőben eset ki. A magyar bajnokságban harmadik, a magyar kupában döntős volt.
2009-ben a LEN-kupában a döntőig jutott csapatával. Ebben az évben ismét magyar bajnok lett. Tagja volt a világbajnokságon  hetedik helyen végzett válogatottnak. Novemberben magyar kupa-győztes volt. Az év végén a csoportkörben búcsúzott  bajnokok ligájától. 2010-ben megvédte bajnoki címét. A világligában és a világkupában hatodik, az Európa-bajnokságon  ötödik lett. A következő szezonban a spanyol CN Sabadellben játszott. Új klubjával spanyol bajnok és BEK-győztes lett. Ezt követően az olimpiai felkészülést szem előtt tartva visszatért Magyarországra és újra a Dunaújvárosban szerepelt. A magyar bajnokságban negyedik helyen végeztek. A válogatottal bronzérmes lett az Európa-bajnokságon és a selejtezőn kivívták az olimpiai indulás jogát. Az olimpián negyedik helyezést ért el. Ezt követően újra a Sabadellhez igazolt. 2013-ban ismét BEK-győztes lett.
A 2013-as női vízilabda-világligán negyedik helyezett volt. A spanyol bajnokságban aranyérmet szerzett. A 2013-as női vízilabda-világbajnokságon bronzérmes lett. 2013-ban a LEN Európa harmadik legjobb vízilabdázónőjének választotta.
2014-ben újra megnyerte a BEK-et, és a spanyol bajnokságot. A szezon végén távozott spanyol klubjától.
2014 júliusban az UVSE-be igazolt. Új csapatával 2015-ben magyar bajnok lett.
A 2015-ös női vízilabda-világbajnokságon kilencedik helyen végzett. 2016-ban tagja volt az Európa-bajnok válogatottnak.
Tagja volt a 2021-re halasztott tokiói olimpián bronzérmet szerző válogatottnak.
Játékos-pályafutását 2023 májusában fejezte be. Azóta állatorvosként dolgozik a Med.Vet. Állatklinika Bt. Állatorvosi Rendelőben.[forrás?]

## Eredményei
Klub
- Dunaújvárosi VSI, Dunaújvárosi Főiskola VE:
  - OB I:
    - Bajnok (3):2004–05, 2008–09, 2009–10
    - Ezüstérmes (2):2005–06, 2006–07
    - Bronzérmes (1):2007–08

  - LEN-kupa:
    - Döntős (1):2008–2009

  - Magyar vízilabdakupa:
    - Győztes (1):2009–2010
    - Döntős (1): 2008–2009
- CN Sabadell
  - LEN-bajnokok ligája:
    - Győztes (3):2010–2011, 2012–2013, 2013–2014

  - Spanyol bajnokság:
    - Bajnok (3):2010–2011, 2012–2013, 2013–2014

  - Spanyol Kupa:
    - Győztes (3):2010–2011, 2012–2013, 2013–2014

  - Spanyol Szuperkupa:
    - Győztes (3):2010–2011, 2012–2013, 2013–2014
- UVSE:
  - OB I
    - Bajnok (7): 2014–15, 2015–16, 2016–17, 2017–18, 2018–19, 2020–21, 2021–2022

  - Magyar vízilabdakupa
    - Győztes (5): 2014, 2015, 2016, 2017, 2018

  - LEN-bajnokok ligája
    - Döntős (1): 2015-16

  - LEN-kupa
    - Győztes (1): 2016–17

Válogatott
- Magyarország
  - Világbajnokság:
    - Bronzérem (1):2013

  - Európa-bajnokság:
    - Aranyérem (1):2016
    - Bronzérem (2):2012,2014

  - Junior Világbajnokság:
    - Bronzérem (1):2007

  - Junior Európa-bajnokság:
    - Bronzérem (1):2006

  - Ifjúsági Európa-bajnokság:
    - Ezüstérem (1):2003

## Díjai, elismerései
- A Magyar Köztársaság jó tanulója – jó sportolója (2005)
- Szalay Iván-díj (2007)
- Az év magyar vízilabdázója (2009)
- Magyar Ezüst Érdemkereszt (2012)
- Az év európai vízilabdázónője választás – harmadik helyezett (LEN) (2013)
- Magyar Arany Érdemkereszt (2021)[10]